# Mount Humphrey Lloyd
Mount Humphrey Lloyd ist ein markanter und 2975 m hoher Berg im ostantarktischen Viktorialand. In den Admiralitätsbergen bildet er den Hauptteil der Wasserscheide zwischen den Kopfenden des Towles- und des Manhaul-Gletschers.
Der britische Polarforscher James Clark Ross entdeckte ihn 1841. Ross benannte ihn nach dem irischen Physiker Humphrey Lloyd (1800–1881), der die magnetischen und meteorologischen Untersuchungen bei Ross’ Antarktisexpedition (1839–1843) unterstützt hatte.